# 斯普拉格维尔 (艾奥瓦州)
斯普拉格維爾（英語：Spragueville）是一個位於美國愛荷華州傑克遜縣的城市。

## 地理
斯普拉格維爾的座標為42°04′32″N 90°25′48″W / 42.07556°N 90.43000°W，而該地的平均海拔高度為202米（即663英尺）。

## 人口
根據2010年美國人口普查的數據，斯普拉格維爾的面積為1.74平方千米，當中陸地面積為1.74平方千米，而水域面積為0.00平方千米。當地共有人口81人，而人口密度為每平方千米46人。